# Mahogany Heights
Mahogany Heights ist eine Siedlung im Belize District von Belize.

## Name
„Mahogany Heights“ (Mahagoni-Höhen) wurde nach dem Honduras Mahogany (Swietenia macrophylla) benannt, welcher früher oft dort anzutreffen war und ein nationales Symbol von Belize ist. Die Bestände wurden in der Kolonialzeit größtenteils für den Export abgeholzt.
Der Name selbst wurde von Yolanda Rector aus Belize City vorgeschlagen. Die höhergelegenen Orte (Heights) sind vor allem besser vor Überschwemmungen geschützt, wenn Hurrikane den Golf von Honduras heimsuchen.

## Geographie
Der Ort liegt im Gebiet der Gemeinde La Democracia, an der Grenze zum Distrikt Cayo District und wenige Kilometer nordöstlich des Sibun River.
Der George Price Highway verläuft in der Nähe, welcher im Südwesten nach Belmopan führt und im Nordosten über Hattieville nach Belize City.

## Geschichte
Der Ort entstand als Neubauprojekt der Regierung. Die ersten Pläne wurden 1998 veröffentlicht. Es ist eine von 192 Siedlungseinheiten auf der Ebene der Dörfer, welche zur Erleichterung der Volkszählungen angelegt wurde.	Es wurden dort Menschen angesiedelt, die bisher im überbevölkerten Southside von Belize City gelebt hatten. Der Ort wurde am 8. Februar 2003 offiziell eingeweiht. Das Dorf hatte 2010 verschiedene Läden und eine Bevölkerung von 1.063 Einwohnern (ca. 1,2 % der Bevölkerung des Distrikts).

Seit 1991 besteht der Belize Zoo in der Nähe.

### Bildung
In Mahogany Heights gibt es eine Grundschule St. Agnes School, die 2009 von der Anglikanischen Kirche in Belize errichtet wurde.

## Klima
Nach dem Köppen-Geiger-System zeichnet sich Mahogany Heights durch ein tropisches Klima mit der Kurzbezeichnung Am aus.